# Natàlia Tróitskaia
Natàlia Leonídovna Tróitskaia rus:  Наталья Леонидовна Троицкая (Belgrad, 1951 - 9 d'abril de 2006) fou una soprano russa que va tenir una carrera internacional important durant els anys 1980 i principis del 1990. Especialment excel·lia en les òperes de Giacomo Puccini i Giuseppe Verdi. Entre els seus papers hi havia Tatyana d'Eugene Onegin de Piotr Ilitx Txaikovski i les heroïnes de Verdi d'Aida, Manon Lescaut i Tosca de Puccini. Cantà de forma freqüent al costat de Plácido Domingo durant els anys vuitanta i també amb altres grans artistes com Montserrat Caballé, Dmitri Hvorostovski, i Luciano Pavarotti.

## Biografia
Nascuda a Belgrad, el pare de Tróitskaia era un violinista professional i la seva mare una pianista de concert. Estudià cant durant sis anys a Moscou i Belgrad i guanyà premis de cant a Tolosa, Vercelli, i Barcelona. Feu el seu debut en l'òpera professional el 1981 amb el paper d'Elisabetta di Valois de Don Carlo de Verdi al Liceu al costat de Jaume Aragall en el paper titular; el mateix any hi tornà a cantar el paper titular de Tosca de Puccini, amb Veriano Luccheti i Nunzio Todisco com a Mario, i Joan Pons com a Scarpia.
De pressa es convertí en una presència important en l'escena de l'òpera internacional. El 1982 cantà el paper titular de l'Aida de Verdi a l'Opéra Royal de Wallonie i l'Sferisterio Opera Festival. Tot seguit actuà a Amèrica del Sud entre 1982 i 1983. El 1984 entrà a l'Òpera de l'Estat de Viena, fent el seu debut amb la companyia aquell any amb Aïda. Hi va romandre fins al 1991, on se l'admirava especialment per als seus papers d'heroïnes de Puccini i Verdi.
Seguí treballant principalment a Viena, però també actuà com a artista convidada a l'Opéra National De París (1985, Amelia a Un ballo in maschera), a la Staatsoper Stuttgart (1985, Elisabetta Don Carlo), al Teatro dell'opera di Roma (1985, el paper titular d'Adriana Lecouvreur), al Festival de Verona (1985-1986, Aïda i Amelia), a l'Òpera Estatal d'Hamburg (1986-1988, Amelia, Elisabetta, Leonora a Il trovatore, Nedda a Pagliacci, i l'heroïna de Manon Lescaut, a l'Òpera Reial de Londres (1986, Tosca), al Temple de Luxor (1987, Aïda), a la Deutsche Oper Berlin (1988-1989, Desdemona a Otello i Tosca), al Teatro Nacional de São Carlos (1989, Desdemona), a l'Òpera Estatal Bavaresa (1989, Adriana Lecouvreur), l'Òpera Nacional de Washington (1989, Lisa a La dama de piques, i l'Òpera de Los Angeles (1990, Elisabetta) entre d'altres.
Moria a Moscou el 2006 a l'edat de 55 anys després d'una llarga malaltia.

## Enregistraments
Els seus enregistraments inclouen un disc amb la Filharmònica txeca interpretant l'obra de Josef Suk sota la batuta de Charles Mackerras i com a solista en un enregistrament de la simfonia núm. 13 de Dmitri Xostakóvitx amb l'Orquestra Reial del Concertgebouw. També es va enregistrar en vídeo la seva actuació amb Dmitri Hvorostovski el 1990.